# Царь Абхазии
Царь Абхазии — титул монарха который управлял Абхазским царством с 786 года как независимый правитель, титул признан, тао-кларджетскими, картлийскими, кахетинскими, армянскими, частично аланскими, правителями, Византия большую часть существование этого титула не признавала царя Абхазии как независимого государя и рассматривала его в качестве своего вассала

## Царь Леон и его сыновья
Леон II-ой:
В ~786 г. первый царь Леон II-ой с помощью своих хазарских родственников выходит из зависимости перед Византия, он по отцу являлся представителем абазгской династии Аносидов и получил трон от своего дяди, их династия правила одним из вассальных княжеств в Абхазии, они были крепко связаны с византийцами и порой получали титулы именно от них, по матери он был хазаром, приходился внуком и племянником некоторым хазарским ханам (каганам), и был двоюродным братом императора Византии, эти родственные связи помогли ему объединить абхазские племена, распространить среди них христианство и создать первое независимое абхазское государство — Абхазское царство, он поглотил соседние территории Лазики вплоть до Лихского хребта, а западные его границы по некоторым данным доходили до Туапсе или реки Кубань, там проживали родственные племена — адыги, в 806 г. перед смертью Леон переместил свою резеденцию из Анакопии в Кутаис.
Феодосий II-ой — старший сын Леона, он наследственно правил после него, также способствовал развитию православной веры, впервые именно он выявлияет притензии абхазов на Картли (соседнее царство населенное картвелами, правители которого были союзниками и родственниками армян), он поддержал Тао-Кларджетского правителя Ашота и союзники разбили кахетинского царя (еще один государь с притензиями на лакомый кусочек Картли) который тоже пытался вторгнуться в эти земли при реке Ксани
Дмитрий II-ой — второй сын Леона, правил по наследству.
Во время его правления в ~844 Византия пыталась вернуть к своим рукам Абхазию, был отправлен большой морской флот, потрепанный бурей десант высадился у берегов Абхазии и был разбит абхазами, это было сокрушительное поражение в котором византийцы потеряли 40.000 чел.
В 853 армия абхазов проиграла арабскому войску и Абхазия вынуждена была платить некоторое время дань.
Георгий I — правил после брата Дмитрия, имел прозвище «Агцепский», для разширения влияния абхазского государства на восток последовал примеру Феодосия и атаковал Картли присоединив к себе эти земли вместе с Чихской областью, он назначал править там своего племянника Тинена, но его супруга соблазнила сванского феодала Иоанна Шавлиани и казнила Тинена.